# Molly Antopol
Molly Antopol (Culver City, 1979) es una escritora estadounidense, reconocida principalmente por su libro The UnAmericans de 2014.

## Biografía
Antopol nació en Culver City, California. Fue becaria de Wallace Stegner y actualmente es docente de la Universidad de Stanford. Ha recibido una beca del Instituto Radcliffe de la Universidad de Harvard (2017), el Premio Berlín de la Academia Americana en Berlín (2017) y una beca de la Biblioteca Americana de París (2019).
Su colección de cuentos The UnAmericans fue publicada en febrero de 2014 por W. W. Norton & Company. Ese mismo año fue nominada para el Premio Nacional del Libro. En 2015 ganó el premio de ficción para jóvenes de la Biblioteca Pública de Nueva York por The UnAmericans. El libro le valió también otros reconocimientos, entre los que destacan el premio Franco-Americano, la Medalla de Plata del Premio del Libro de California y el Premio Ribalow.
En el New York Times, el crítico Dwight Garner comparó favorablemente la obra de Antopol con la de Grace Paley y Allegra Goodman, encontrando su escritura "fresca y poco convencional... memorable y prometedora". Al realizar una reseña de The UnAmericans para NPR, la autora Meg Wolitzer comentó que las historias "te hacen sentir nostalgia, no sólo por los tiempos pasados, sino por otra era de la ficción corta. Una época en la que escritores como Bernard Malamud, Isaac Bashevis Singer y Grace Paley vagaban por la tierra". En una reseña para Esquire, el crítico Benjamin Percy afirmó que el libro "está a punto de ser la sensación de este año".